# 道の駅とみうら
道の駅とみうら（みちのえき とみうら）は千葉県南房総市の国道127号上にある道の駅。
当駅が開設された当時の富浦町はビワ（房州びわ）の産地で生産が日本一であり、1993年（平成5年）8月25日に道の駅とみうら枇杷倶楽部と命名された。

## 歴史・概要
1993年（平成5年）4月22日に千葉県内初の道の駅として登録されて、同年8月25日に道の駅とみうら枇杷倶楽部と命名され、同年11月27日に開業した。
休憩施設などの他物販施設も併設して、開業時点では年間10万人の利用者を見込んでいたが、2002年（平成14年）度には年間60万人の利用者を集めるようになった。
2000年（平成12年）3月には全国道の駅グランプリで最優秀賞を受賞した。
2004年（平成16年）11月にはびわワインを復活し、2006年（平成18年）1月にはびわ葉茶工場を新設して新装開業した。こうした活動が「地域の活性化に貢献した」として2006年（平成18年）8月に道路功労者として表彰された。
また、2015年（平成27年）度には全国モデル道の駅に選定された。

## 施設
- 駐車場（乗用車65台、大型車15台、身体障害者用4台）
- トイレ（男10、女8、身体障害者用1）
- 公衆電話
- 枇杷倶楽部
  - 枇杷倶楽部ショップ 1階
  - 枇杷倶楽部カフェ 1階
  - インフォメーションコーナー 1階
  - マルチメディア情報通信コーナー 1階
  - アトリウム（多目的ホール）2階
  - ギャラリー 2階

## アクセス
- 国道127号
  - 富津館山道路 富浦インターチェンジ
- JR内房線富浦駅より徒歩約15分

### 高速バスストップ
国道127号を挟んだ反対側にあるロータリー内にバス停が設置されている。バス利用者のために駐車場があり、パークアンドライド方式となっている。また、館山日東バスの市内線や南房総市営路線バス（青木山方面）も乗り入れる。
- 東京駅 - 館山駅 - 安房白浜「房総なのはな号」（JRバス関東・日東交通） ※下りは降車専用
- 新宿駅 - 館山駅「新宿なのはな号」（JRバス関東・日東交通） ※下りは降車専用
- 千葉みなと駅 - 千葉駅 - 蘇我駅 - 館山駅前 - 安房白浜「南総里見号」（日東交通・館山日東バス・ちばシティバス） ※下りは降車専用
- 横浜駅 - 羽田空港 - 館山駅前（日東交通・横浜京急バス） ※下りは降車専用

## 駅周辺
- とみうらマート - 隣接地に1999年（平成11年）2月6日に開業した地元の農産物や水産加工品などの販売や軽食などを行う施設[17]
- とみうら元気倶楽部 - 足湯、銭湯、ジム、ホール、図書館がある保健福祉施設[18]。駐車場には高速バスBT併設。
- お百姓市場[要出典]

#### 広報資料・プレスリリースなど一次資料
1. ↑  “地域活性化の拠点を形成する重点「道の駅」を選定しました”.   国土交通省 (2015年1月30日). 2015年12月19日閲覧。